# العلاقات بين شرق آسيا والولايات المتحدة
تشمل العلاقات بين شرق آسيا والولايات المتحدة العلاقات في المنطقةَ برمّتها، إضافةً إلى نبذة عن العلاقات مع الصين، واليابان، وكوريا، وتايوان ودولٍ أصغر. وتأتي على ذكر العلاقات الدبلوماسية، والعسكرية، والاقتصادية، والاجتماعية، والثقافية. ينصرف أساس الاهتمام إلى سيرورة العلاقات تاريخيًا.

## الدول الرئيسية
| الدولة                | تاريخ بدء العلاقات الرسمية                                                                                         | ملاحظات |
| --------------------- | --- | --- |
| جمهورية الصين الشعبية | 1844 في عهد سلالة تشينغ الحاكمة 1979 جمهورية الصين الشعبية                                                         | تطورت العلاقات الأمريكية مع جمهورية الصين الشعبية من طبيعةٍ شديدة العدائية بين الأعوام (1949-1970)، إلى علاقات ودية واكَبت تنامي التبادل التجاري بين الأعوام (1970-2015)، لتتخذ طبيعة عدائية مرة أخرى من العام 2016 إلى الوقت الحاضر. يستلزم الحجم الكبير للتبادل التجاري بين البلدين وجود علاقات سياسية إيجابية، بالرغم من وقوع خلافات أحيانًا بخصوص التعريفات الجمركية، وأسعار صرف العملة، والوضع السياسي في تايوان. تنتقد الولايات المتحدة الصين لمسائل متعلقة بحقوق الإنسان، وفي السنوات الأخيرة بصدد مسائل مثل معسكرات الاعتقال الجماعية لمجموعات الأويغور والكازاخ في سنجان، أو التذويب الثقافي للمغول وشعب التبت. في الجهة الأخرى، ردت الصين بانتقاد الولايات المتحدة بشأن حقوق الإنسان كذلك. تُراعي الولايات المتحدة سياسةَ الصين الواحدة. تدهورت العلاقات بشكل خاصّ في فترة رئاسة دونالد ترامب، الذي أشعل الحرب التجارية بين الصين والولايات المتحدة، وحظرَ على الشركات الأمريكية بيع التجهيزات إلى شركة هواوي، وزاد من القيود المفروضة على التأشيرات للطلاب والباحثين الصينيين، وصنّف الصين على أنها «متلاعبة بالعملة». |
| جمهورية الصين         | 1844 في عهد سلالة تشينغ الحاكمة ومن 1911 حتى 1979 من 1979 إلى الآن، وفقًا لقانون العلاقات مع تايوان (بشكل غير رسمي) | اعترفت الولايات المتحدة بالحكومة القومية بوصفها الحكومة الشرعية لكامل الصين طوال فترة الحرب الأهلية الصينية. وواصلت الولايات المتحدة اعترافها بجمهورية الصين حتى العام 1979، عندما حولت الاعتراف إلى جمهورية الصين الشعبية تبعًا لسياسة الصين الواحدة. إنما واصلت الولايات المتحدة تقديم الدعم العسكري لتايوان بعد العام 1979، وحافظت على العلاقات غير الرسمية عبر المعهد الأمريكي في تايوان، وتعتبر حليفًا آسيويًا قويًا ومناصرًا للولايات المتحدة. |
| هونغ كونغ موناكو      | 1992 1999 | |
| اليابان               | 1854 1952 | بدأت العلاقة بين البلدين في خمسينيات القرن التاسع عشر، إذ مثّلت الولايات المتحدة عاملًا رئيسيًا في دفع اليابان لاستئناف تواصُلها بالعالم الخارجي بدلًا من تأدية دور محدود النطاق. في أواخر القرن التاسع عشر، أرسل اليابانيون العديد من الوفود إلى أوروبا، وبعضها إلى الولايات المتحدة، بغرض اكتشاف واقتباس أحدث التقنيات، مما أدى بالنتيجة إلى سرعة وتيرة تحديث اليابان والسماح لها ببناء إمبراطوريتها. وقع خلافٌ بخصوص السيطرة على هاواي والفلبين، لكن اليابان نأت بنفسها عندما استولت الولايات المتحدة على تلك المناطق في العام 1898. وفي المقابل، لم تعترض الولايات المتحدة عندما استولت اليابان على كوريا. تعاونت الدولتان مع الدول الأوروبية في قمع ثورة الملاكمين في الصين في العام 1900، لكن مخاوف الولايات المتحدة تزايدت بسبب إنكار اليابان لسياسة الباب المفتوح التي تعني تعامل جميع الدول مع الصين على أساس متكافئ. أثارت قوة اليابان إعجاب الرئيس ثيودور روزفلت نظرًا لتمكنها من هزيمة قوة أوروبية كبرى، أي روسيا. وعمل روزفلت وسيطًا لإنهاء الحرب بين روسيا واليابان في العام 1905-1906. أدى تفشي مشاعر العداء لليابان (وخصوصًا في منطقة الساحل الغربي) إلى توتر العلاقات في الفترة الممتدة بين 1907-1924. في الثلاثينيات من القرن العشرين، أعربت الولايات المتحدة عن استنكارها استيلاء اليابان على منشوريا (1931)، وحربها على الصين (1937-1945)، واستيلائها على الهند الصينية (فييتنام) 1940-1941. انصرف تعاطف أمريكا إلى الجانب الصيني، ورفضت اليابان المطالب الأمريكية ذات اللهجة الشديدة المتزايدة المنادية بانسحاب اليابان من الصين. انخرطت الدولتان في حرب شاملة بين الأعوام 1941-1945؛ وحققت الولايات المتحدة نصرًا ساحقًا، على إثر قصف ثقيل (شملَ ذلك إلقاء قنبلتين ذريتين على هيروشيما وناغازاكي) أدى إلى تدمير أكبر 50 مدينة صناعية في اليابان. احتل الجيش الأمريكي بقيادة دوغلاس ماكارثر اليابان وحكَمها بين الأعوام 1945-1951، بغرَض الرعاية الناجحة لنهوض دولة مسالمة ومزدهرة وديمقراطية. في العام 1951، وقعت الولايات المتحدة واليابان على معاهدة السلام مع اليابان ومعاهدة الأمن بين الولايات المتحدة واليابان، والتي عُدّلت فيما بعد لتصبح معاهدة التعاون والأمن المتبادل بين الولايات المتحدة واليابان في العام 1960، واتخذت العلاقات منذ ذلك الحين منحىً ممتازًا. تعتبر الولايات المتحدة اليابان إحدى أقرب حلفائها، وهي حليف رئيسي من خارج حلف الناتو ومن الدول الشريكة للحلف. وللولايات المتحدة العديد من القواعد العسكرية في اليابان بما في ذلك يوكوسوكا التي تضمّ الأسطول السابع للولايات المتحدة. تنخرط قوات الدفاع الذاتي اليابانية في أنشطة عسكرية مع الجيش الأمريكي، وغالبًا ما تقدّم الأمن المساعِد، وتُجري المناورات الحربية. |
| منغوليا               | 1987 | |
| كوريا الشمالية        | تقتصر على العلاقات غير الرسمية                                                                                     | لا وجود لعلاقة دبلوماسية بين الولايات المتحدة وكوريا الشمالية. |
| كوريا الجنوبية        | 1882 (في عهد إمبراطورية كوريا) 1949 (مع جمهورية كوريا)                                                             | تميّزت العلاقات بين كوريا الجنوبية والولايات المتحدة باتساع نطاقها وشموليته منذ العام 1945، عندما أسهمت الولايات المتحدة في تأسيس الرأسمالية في كوريا الجنوبية كما قادت الحرب الكورية برعاية الأمم المتحدة ضد كوريا الشمالية والصين (1950-1953). أدى النمو الاقتصادي المتسارع في كوريا الجنوبية، وعملية الدمقرطة، والتحديث إلى التقليل من اعتمادها على الولايات المتحدة. توجد للآن أعداد كبيرة من القوات الأمريكية في كوريا. في 24 سبتمبر 2018 وقع الرئيس دونالد ترامب اتفاقية التبادل التجاري بين الولايات المتحدة وكوريا الجنوبية مع رئيس كوريا الجنوبية مون جاي إن. |

## نبذة تاريخية

### جنوب شرق آسيا
اتّسمت بواكير الدخول أمريكا إلى ما كان يُعرف آنذاك جزر الهند الشرقية بمحدوديته. في العام 1795، أبحرت رحلة سرية للحصول على الفلفل من مدينة سالم، ماساتشوستس، وطالت الرحلة 18 شهرًا ثم عادت بشحنة ضخمة من الفلفل، وكانت الأولى التي تستوردها إلى البلاد، وبيعت الشحنة بنسبة ربح بلغت سبعمائة في المائة. في العام 1831، عادت سفينة فريندشب التجارية إلى مدينة سالم للإبلاغ عن تعرضها للنهب، ومقتل كبير ضباطها واثنين من أفراد الطاقم في جزيرة سومطرة. ألزمت المعاهدة الأنجلو-هولندية للعام 1824 الجانب الهولندي بضمان سلامة عمليات الشحن والتجارة البرية في إقليم آتشيه وما حوله، وتبعًا لذلك أُرسل جيش جزر الهند الشرقية الملكي الهولندي في الحملة الهولندية على الساحل الغربي لسومطرة في العام 1831.
كما أمر الرئيس أندرو جاكسون بإطلاق أول حملة عقابية أمريكية على سومطرة في العام 1832، وأعقبتها حملة عقابية ثانية في العام 1838. وهكذا منحت حادثة سفينة فريندشب الهولنديين سببًا لاحتلال إقليم آتشيه، وأعطت جاكسون سببًا لإرسال الدبلوماسي إدموند روبرتس، الذي أنجز في العام 1833 معاهدة روبرتس مع سيام (تايلاند). في العام 1856، وخلال المفاوضات على تعديل تلك المعاهدة، أعلن تاونسند هاريس عن موقف الولايات المتحدة:
ليس في حوزة الولايات المتحدة أي مناطق في الشرق، ولا ترغب في امتلاكها أصلًا. فتركيبة الحكومة الأمريكية تحظر الحصول على مستعمرات. وبالتالي، لا يجوز أن تكون الولايات المتحدة مثارَ حسدِ أي دولة شرقية. فالعلاقات التجارية السلمية، التي تُفيد وتستفيد على حد سواء، هي شكل العلاقات التي يرغب الرئيس في إقامتها مع سيام، وهذا هو الهدف من بعثتي الدبلوماسية.